# Casbah Tribune
Casbah Tribune est un site web électronique algérien fondé en 2017 et fermé en 2020.

## Historique
Le site est fondé en novembre 2017 par Khaled Drareni, ancien journaliste à La Tribune.
En décembre 2020, après l'emprisonnement de Khaled Drareni, le site est bloqué par les autorités algériennes. En mars 2020, les comptes sur les réseaux sociaux du média ont déjà été piratés après une première arrestation de Drareni.